# Нортвіч Вікторія
ФК «Нортвіч Вікторія» (англ. Northwich Victoria Football Club) — англійський футбольний клуб з міста Нортвіч, заснований у 1874 році. Виступає в Північній Прем'єр-лізі. Домашні матчі приймає на стадіоні «Таунфілд» у Барнтоні.